# Direito da concorrência
O direito da concorrência engloba a totalidade de contornos jurídicos de relações empresariais; assim também denominado como antitrustre, tem como intuito garantir a liberdade do comércio e sua livre concorrência empresarial, versando a respeito do aspecto concorrencial quanto aos consumidores, fatores tais que contribuem diretamente para a obtenção maximizada de lucros mediante a participação no mercado. A livre iniciativa fundamenta a ordem social econômica, a qual tem por estrutura basilar a concorrência, de acordo com o artigo constitucional 170.
A livre-iniciativa permite que a preferência do consumidor seja o princípio norteador da disputa entre os concorrentes dentro do mercado de bens e serviços. No processo de conquista do mercado, não poucas vezes, estratégias são empregadas em detrimento da ética profissional, sendo abusivos ou ilegais se o agente for detentor de todo poder de mercado (monopólio). A proibição legal às empresas detentoras de dominância mercadológica quanto a qualidade, quantidade e preço dos produtos e serviços por ela lançados; a legislação caracteriza como defesos certos comportamentos eivados de abuso concorrencial ou de poder econômico, que prejudicam a concorrência saudável.
A obtenção do poder econômico é feita a partir da tomada de posição privilegiada pelo agente empreendedor, adotando comportamento marcado por autonomia mediante seus concorrentes e consumidores, sem que no entanto, haja retaliação. O comportamento eivado de abuso de poder no contexto de mercado é elemento destrutivo para a garantia concorrencial e sua existência demanda que haja regulamentação estatal com a finalidade de preservar a concorrência justa por meio da livre iniciativa garantida constitucionalmente.
A disputa pelo mercado consumidor influencia a busca de vantagens competitivas entre empresas, chamadas de eficiência econômica.

## Brasil
No contexto jurídico brasileiro, a concorrência recebe a classificação de bem imaterial e coletivo, cujo encarregado da aplicação é a própria máquina estatal e suas empresas (estatais e de economia mista – art. 31, LDC). A legislação referente à defesa concorrencial aplica-se a práticas cometidas em território nacional, ainda que em parte, ou que aqui surtam efeitos, ainda que cometidas em outra jurisdição. Medidas adotadas pelos órgãos estatais em defesa da política econômica, dentre outras, estão: redução de tarifas alfandegárias, eliminação de cotas e licenças e privatização, reduzindo óbices para ingresso nos mercados. A dominação do mercado não é dita ilícita, desde que haja eficiência econômica. O emprego de instrumentos analíticos da estrutura econômica e jurídica dos agentes do mercado é feito com o objetivo de determinar o alcance do poder de mercado para determinar a legalidade de uma conduta, sujeitando-se à investigação e sanção, fato este que encontra-se na Lei n 12.529/11, em seu artigo 36 exposto. Os instrumentos de aplicação da política concorrencial devem ser utilizados pró-ativamente e também de modo reativo e sancionador, mediante as exigências do livre-mercado.

## Evolução do Direito Concorrencial e Internacionalização das Práticas
A origem de uma noção de regulação da concorrência pode ser encontrada nos Estados Unidos, no final do século XIX. A segunda metade desse século foi marcada por períodos de grande variação econômica, especialmente devido a superprodução, o que estimulou as empresas a tentarem controlar seus concorrentes, sendo uma delas os carteis (PICCIOTTO, p. 533). Entretanto, esse período era marcado dominantemente por uma visão liberal, onde quaisquer restrições ao comércio ainda eram consideradas ilegais. De acordo com Picciotto, essa situação dificultava as interpretações sobre a validade dessas novas maneiras adotadas, pois ao mesmo tempo em que “organizavam mercados e, portanto, restringirem a concorrência, acordos de cartelização também poderiam ser considerados manifestação da liberdade de contrato” (p. 533). 
De forma a melhor organizar a prática da concorrência, foi promulgado, em 1980, o Sherman Act, que tinha por objetivo proibir “todo contrato, combinação na forma de truste ou outra qualquer, ou conspiração para restringir o comércio”, e tornava crimes os comportamentos de “monopolizar, ou tentar monopolizar, ou combinar ou conspirar com outra pessoa ou pessoas para monopolizar o comércio” (PICCIOTTO, p. 534-5). O grande problema em torna dessa lei era que ele não era precisa o suficiente, o que abriu uma grande margem para debates e divergências. A efetividade do Sherman Act como uma forma de regular as concentrações comerciais ficou mais debilitada quando, em 1911, uma decisão da Suprema Corte Americana colocou em prática a “regra da razão”, que definia que “nem todos os acordos que restringissem a concorrência seriam necessariamente proibidos, mas somente o monopólio ou as restrições “irrazoáveis” ao comércio” (PICCIOTTO, p. 535).
Segundo Picciotto, apesar de ser teoricamente uma legislação antitruste, o Sherman Act teve o papel paradoxal de fortalecer as concentrações empresarias (já que as corporações acabaram se tornando a principal forma institucionalizada de grandes negócios), sobretudo devido sua natureza flexível que possibilitava sua aplicação em de forma seletiva (p. 535). Sendo assim, o autor considera que esse Act foi essencial na criação de um consenso sobre a necessidade de regulação do capitalismo corporativo (p. 536). 
Até então, os conflitos existentes devido a flexibilidade do Sherman Act eram facilmente administrados e não traziam grandes problemas para o governo americano (PICCIOTTO, p. 537). Entretanto, com a chegada dos anos 1930, acompanhados de mudanças de situação e orientação política, as leis antitrustes passaram a ser largamente aplicadas pelo governo americano, principalmente aos negócios internacionais, com o objetivo levar empresas americanas aos novos mercados estrangeiros (PICCIOTTO, p. 538).  
Com o fortalecimento dos negócios internacionais a partir do pós-guerra e a aplicação das leis americanas de regulação a empresas de outras nacionalidades, teve início uma “exportação da filosofia e das leis antitruste dos EUA a outros países” (PICCIOTTO, p. 538). O primeiro país a participar ativamente dessas discussões foi o Reino Unido, justamente por integrar as conversas sobre a nova ordem econômica do pós-guerra (PICCIOTTO, p. 539). Posteriormente, o movimento em relação a adoção de regras concorrências atingiu a França, a Alemanha Ocidental e o Japão, incentivados principalmente pela atuação ativa do capitalismo corporativo dos EUA após a Segunda Guerra Mundial (PICCIOTTO, p. 538). Ainda segundo o autor, a consolidação dos processos de internalizações das práticas de regulação concorrencial ocorreu sobretudo a partir da segunda metade do século XX por meio tanto de interações jurisdicionais entre os países quanto por formas imperialistas (p. 536).

## Exportação das Práticas Americanas e Europeias
Segundo Picciotto, a difusão das leis concorrenciais se realizou sob o paradigma liberal, em que o objetivo é que se tenha condições equitativas de disputa entre as empresas no mercado. No entanto, o caráter desses agentes econômicos, que buscam maximizar os ganhos (lucro), acaba por agir em um movimento contrário ao da livre concorrência, nesse sentido as leis concorrenciais tornam-se, devido às relações sociais e por meio da interpretação jurídica dos termos postos, a arma entre as empresas na corrida por vantagens competitivas. A partir de um consenso internacional com o protagonismo dos EUA e da Comissão Europeia foi produzido na Conferência das Nações Unidas sobre Comércio e Desenvolvimento (UNCTAD) sobre Práticas Restritivas, na década de 1970, os termos em que o direito da concorrência se desenvolveria. Estes teriam na base um código de soft law, em que não tomaria forma de um regime internacional, mas em acordos que visavam o controle práticas oligopolísticas.
Ainda em Picciotto, é possível justificar o protagonismo estadunidense no consenso internacional devido ao fato de este ter iniciado o movimento de exportação das ideias antitruste. Com início no final da década de 30, quando os EUA passaram a aplicar as leis antitruste a cartéis internacionais. A consequência direta foi a dispersão das empresas transnacionais estadunidenses pelo mundo, através do investimento direto estrangeiro e indiretamente a postura dos EUA possibilitou a propagação das ideias antitruste a outros países. Sobre a égide da necessidade de desmantelar os cartéis, EUA e Grã-Bretanha promoveram amplas discussões com outros estados além de redigirem a Carta de Havana (1947) que tratava de uma cooperação para o combate a “práticas empresariais que afetam o comércio internacional por meio da restrição da concorrência, da limitação do acesso a mercados, ou da promoção de controle monopolista” (capítulo V da Carta de Havana), além disso a Organização Internacional do Comércio seria a responsável por fiscalizar e analisar as queixas que os estados fariam com relação a: fixação de preços, divisão territorial de mercados, discriminação contra uma empresa, limitação ou fixação de cotas de produção, acordos para bloquear o desenvolvimento tecnológico, abusos de direito de propriedade intelectual. Apesar de o próprio Congresso estadunidense reprovar a criação da OIC por colocar os interesses do país expostos ao plano internacional, sem dúvida alguma a Carta de Havana apresentou avanços no debate e disseminação dos princípios do direito da concorrência.
Picciotto apresenta o movimento de descartelização na Europa desde a criação de arranjos jurídico na Comunidade Europeia do Cravão e do Aço e na Comunidade Econômica Europeia, mas sobretudo a primeira tornou possível o desmantelamento do cartel do aço alemão. O tratado da CEE conta com uma regulação supranacional ao comportamento anticompetitivo, a Direção-Geral da Concorrência da Comissão Europeia tornou-se central tanto para os membros da União Europeia quanto em processos de interação internacional, no qual há a disseminação e ao longo do tempo uma convergência dos princípios da concorrência no mundo. Em 2003, houve um movimento de descentralização da regulação da concorrência na EU, foi criado European Competition Network (ECN), que tinha como objetivo estruturar um sistema de governança em rede, para lidar com a governança multi-níveis, isto é os interesses nacionais, dos agentes econômicos (ETNs) dos estados membros. A regulação dessa rede se dava sobretudo com a presença de uma comunidade de experts que possuíam uma convergência ideológica e despolitizada.

## Evolução do Regime de Controle da Concorrência no Mundo
Como não há um regime internacional que regule o fiscalize a concorrência, este controle fica a cargo dos estados, em que cada estado produz uma legislação que normatiza as práticas permitidas e as restrições que os agentes econômicos devem respeitar, além disso os estados são responsáveis por fiscalizar e aplicar a legislação por meio dos órgãos reguladores da concorrência, no Brasil a função é desempenhada pelo Conselho Administrativo de Defesa (CADE). O que Maria Rita Loureiro indica é o papel do estado na regulação e fiscalização das práticas concorrências, essa atuação se deve menos a visão capacitada que se tem dos quadros políticos sobre temas econômicos que à legitimidade que o governo garante sobre os temas do mercado, ainda que em um contexto neoliberal. No entanto, o que a autora observa é um crescimento da presença de economistas em órgãos reguladores do mercado em diversos países. Diferentemente de países do centro capitalista em que os economistas ocupam apenas cargos de assessores ou funcionários burocráticos, no Brasil e em alguns países da América Latina economistas ocupam funções que vão além de cumprimentos técnicos, associados a cargos de formulação de políticas e estratégicas, como ministros, secretários.
Loureiro sustenta a expansão das áreas em os economistas estão atuando no plano governamental não é fruto natural da atuação econômica do Estado, está associado a uma construção institucional de décadas em que indivíduos e grupos, ao longo de várias décadas, no seio dos organismos do governo, nas escolas de economia ou centros de pesquisa, e em agências econômicas internacionais preparam economistas para ocupar esses cargos de estratégia política. Diferente de países como Estados Unidos, Itália, Japão, Reino Unido ou Israel, entre outros que as práticas de regulação são estatais, pode ser observado outra atribuição aos economistas que não a direção política, em que esses profissionais ocupam níveis intermediários da burocracia pública. Nos EUA há uma relação inversamente proporcional entre os economistas, quanto mais tempo permanecem envolvidos com a política de Washington e menos prestígio universitário possuem.
Como evidenciado por Dezalay e Garth, há uma mudança na nova ordem neoliberal em que o perfil políticos-bacharéis que predominavam nos órgãos governamentais passam a ser substituídos por técnico-políticos. Isto implica considerar a formação desses profissionais, se os primeiros são em sua maioria graduados na área de Direito voltados para a política, os segundos são economistas que se voltam para a arena política. É possível assumir que essa substituição é feita nos termos em que a política passa a funcionar muito mais subordinada aos interesses econômicos que influenciada por estes.

## Reformas do Estado e Neoliberalismo
Os anos 1990 e 2000 ficaram marcados na história mundial – sobretudo nos países da periferia do capitalismo – como um período das grandes reformas estruturais rumo à adaptação dessas nações ao novo paradigma socioeconômico vigente, o chamado Neoliberalismo. 
Chesnais (1996), um dos primeiros economistas a descrever uma das etapas esse processo que ele chamou de “mundialização do capital”, compreendeu o ideário neoliberal como uma estratégia econômica de liberalização e desregulamentação, mas também como um mapa operacional para os Estados lidarem com uma nova etapa do desenvolvimento capitalista que é marcada por dois traços fundamentais: i) a presença global quase que irrestrita das corporações e das finanças; e ii) a centralização do capital nos grandes centros empresariais. 
Como não poderia deixar de ser, essa nova estrutura que constrangia a ação econômica e política do Estado atingiu o que até então se concebia como direito concorrencial e concentração econômico em determinados setores. Apesar de alguns autores apontarem esse período como o momento de maior maturidade do direito concorrencial (Trubek et AL, 2013 apud Miola, 2016) e também dos instrumentos estatais para a consecução de um regime regulatório funcional, veremos que esse processo atingiu resultados contraintuitivos 
Miola (2016) aponta que, apesar de carregada de ideias que valoravam positivamente a concorrência como melhor maneira de coordenar esforços humanos, o paradigma neoliberal formatou decisões políticas nacionais que, de forma consciente ou não, promoveram a ocupação do espaço concorrencial por grandes grupos empresariais. O horizonte competitivo dessas empresas tornou-se agudamente internacional e um processo de liberalização e privatização, principalmente de antigos monopólios, atraia essas empresas para as novas fronteiras de acumulação na periferia do capitalismo, que encontravam facilidades e até benesses para adentrar em certos mercados. Na percepção neoliberal das coisas, caberia ao direito concorrencial e ao Estado um papel passivo em relação às mudanças, afinal, acreditava-se que os dividendos econômicos seriam muito superiores com a presença de ‘mais mercado’ e menos intervenção estatal nas economias nacionais. 
A questão que é o pano de fundo de toda essa discussão que cerca o paradigma atual (neoliberal) sobre direito concorrencial é: como essa estrutura foi arranjada, aceitada e assimilada no corpo jurídico nacional?
Para responder essa pergunta, Sol Picciotto (2016) e Dezalay e Garth (2000) acabam por apontar os seguintes elementos: 
- Padronização da linguagem técnica e dos meios (bancos multilaterais, ONGs, Think Tanks e escritórios de advocacia) que circulam as ideias para a reforma do Estado; deixando, de certa forma, vulneráveis e sem alternativas os políticos e decisores locais (Dezalay e Garth, pp. 166);
- Extraterritorialidade jurisdicional, principalmente nos EUA, gerando disputas jurídicas internacionais (Picciotto, pp. 543);
- A chamada “estratégia nacional” (Dezalay, Garth, 2000, pp. 164), isto é, a forma como os indivíduos usam de títulos universitários, recursos, prestígio e legitimidade internacionais para exportar e importar ideias, abordagens e instituições – o que gera convergência ideológica em âmbito mundial (Picciotto, pp. 547);
- Mudança do escopo científico e das referências acadêmicas nos campos da economia e do direito – migração para uma economia de abordagem mais matemática e um direito microeconômico.